# Mstislav Rostropovič
Mstislav Leopoldovič Rostropovič (rusky Мстислав Леопольдович Ростропович, 27. března 1927 Baku, Zakavkazská SFSR, dnes Ázerbájdžán – 27. dubna 2007 Moskva, Ruská federace) byl ruský violoncellista a dirigent. Je považován za jednoho z nejlepších violoncellistů 20. století.
V rodném Sovětském svazu čelil umělecké perzekuci poté, co v roce 1970 otevřeným dopisem podpořil disidenty v čele se spisovatelem Alexandrem Solženicynem. Nakonec byl roku 1978 během svého zahraničního pobytu zbaven sovětského občanství, a roky vrcholu své umělecké kariéry tak strávil v emigraci v západní Evropě a ve Spojených státech. Do Ruska se poprvé vrátil až roku 1990.
Měl blízký vztah k Praze a Československu (a posléze Česku).

## Životopis
Pocházel ze vzdělané hudební rodiny, jeho otec Leopold byl rovněž violoncellista, který studoval u Pabla Casalse. Matka Sofie Nikolajevna vyučovala hře na klavír, jeho starší sestra Veronika studovala hru na housle. Mstislavův děd Witold Rostropowicz byl původem polský šlechtic a jeho druhý děd Nikolaj Fedotov byl zakladatelem hudební akademie v Orenburgu, odkud se rodina před jeho narozením přistěhovala do Baku. Během druhé světové války přesídlili do Moskvy.
Hru na klavír se učil nejprve od své matky; do tajů violoncella ho zasvěcoval otec a po jeho smrti Semjon Kozolupov, známý violoncellový pedagog působící na moskevské konzervatoři. Rostropovič absolvoval pod jeho vedením moskevskou konzervatoř, kde studoval např. i u Šostakoviče a Prokofjeva. Rostropovič studoval také kompozici u V. Šebalina a D. Šostakoviče. Ještě během studia konzervatoře byl přijat na místo sólisty Moskevské filharmonie.
Díky úspěchům v mezinárodních soutěžích, zcela na počátku v soutěži v roce 1947 v Praze při Světovém festivalu studentstva a mládeže a zejména o tři roky později v interpretační soutěži Pražského jara (spolu s Daniilem Šafranem získal první cenu), si brzy vybudoval výjimečné renomé violoncellisty. Rok 1967 pak znamenal jeho průlom i jako dirigenta, když s velkým ohlasem řídil provedení opery Evžen Oněgin Petra Iljiče Čajkovského v moskevském Velkém divadle.
Používal nástroj "Duport" od Stradivariho, na kterém zanechal nedopatřením šrám Napoleon Bonaparte, když si jej prohlížel po koncertu violoncellisty J. L. Duporta.

### Dopis na podporu Solženicyna
Už v padesátých letech se zastal svých nedávných pedagogů Dmitrije Šostakoviče a Sergeje Prokofjeva, když byli obviněni z formalismu. Nejvýraznějším projevem jeho odporu proti sovětskému režimu ale byl dopis, který zaslal v roce 1970 do redakce deníku Pravda. Zastal se v něm disidentů v čele s nositelem Nobelovy ceny Alexandrem Solženicynem.
V tomto dopise kritizoval potlačování svobody projevu a utiskování umělců, hudebníků či spisovatelů, jichž byl Solženicyn příkladem.
| „                            | To nejlepší, co jsem v životě udělal, nebylo v mé hudbě, ale v jediné stránce tohoto dopisu. Od té chvíle moje svědomí bylo čisté a jasné. | “ |
| — Mstislav Rostropovič, 2002 | |   |

Dopis nebyl v listu kontrolovaném komunistickou stranou nikdy zveřejněn, ale dostal se přes hranice a objevil se v západoevropském tisku.

### Nucená emigrace
Společně se svojí manželkou (vynikající ruská sopranistka Galina Višněvská) nebyli zatčeni, ale postupně jim byly omezovány možnosti vystupování. Nesměli hrát v rozhlase a televizi, byly jim zakazovány koncerty ve velkých městech. Višněvská vzpomínala, že v tisku po moskevské premiéře nového nastudování Prokofjevovy opery Hráč nebyla vůbec zmíněna, přestože ztvárnila hlavní roli.
V roce 1974 jim byla udělena výjezdní víza, aby mohli přijmout pozvání k vystoupení v zahraničí. O čtyři roky později byli v Paříži zbaveni sovětského občanství (bylo jim navráceno až po pádu režimu v roce 1990). Pár se s dětmi usadil ve Spojených státech, kde Rostropovič v roce 1977 převzal vedení Národního symfonického orchestru ve Washingtonu po Antalu Doratim.
Dál se prezentoval i politickými gesty, například berlínským vystoupením v roce 1989. Hrál violoncellové suity Johanna Sebastiana Bacha na troskách stržené Berlínské zdi.

### Návrat domů
Přestože je rehabilitoval již Michail Gorbačov před pádem železné opony, Rostropovič a Višněvská se dostali zpět do Ruska až v době blížícího se pádu komunistického režimu v roce 1990. První vystoupení v Rusku absolvoval jako host, za dirigentským pultem washingtonského orchestru při čtyřech koncertech v Moskvě a tehdejším Leningradu. V následujícím roce Rostropovič oficiálně podpořil v Moskvě Borise Jelcina v době srpnového puče konzervativních sil.

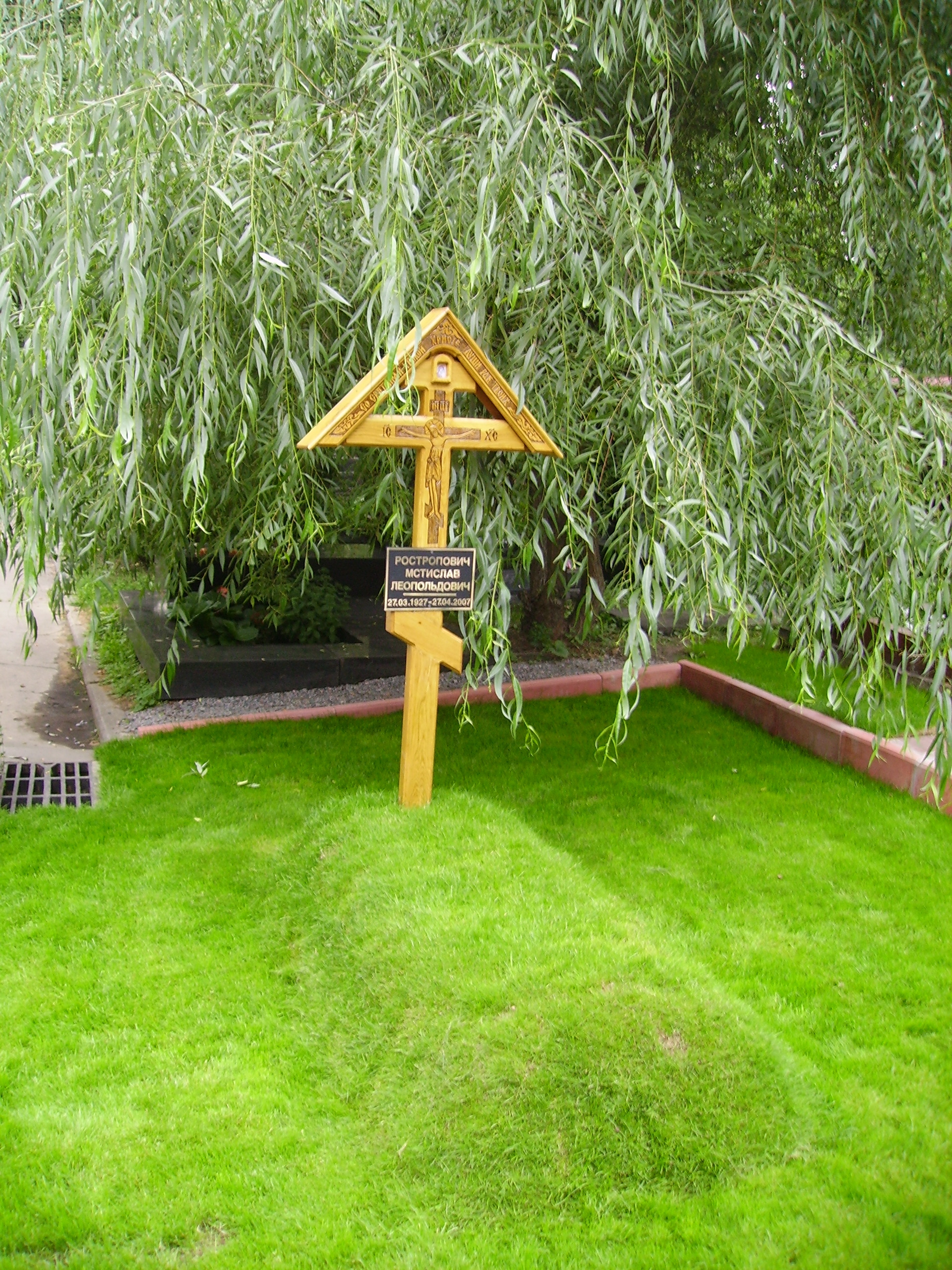
Náhrobek Mstislava Rostropoviče na Novoděvičím hřbitově v Moskvě

Později svůj život dělil mezi Rusko, Spojené státy a Francii. Zemřel po dlouhé těžké nemoci (v únoru a dubnu roku 2007 prodělal dvě těžké operace v souvislosti s rakovinou jater) 27. dubna téhož roku v moskevské nemocnici. Rozloučení s ním se konalo 28. dubna ve Velkém sále Moskevské konzervatoře, církevní obřad pak v Chrámu Krista Spasitele. Pohřben je na Novoděvičím hřbitově v Moskvě.

### Charitativní činnost
Byl znám i svými dobročinnými aktivitami. Stal se prezidenten Dobročinného fondu Višněvské-Rostropoviče, založeného v roce 1991, který pomáhal dětským léčebným zařízením Ruské federace, dále pak jedním z členů opatrovnické rady školy A. M. Gorčakova, která vznikla v duchu tradic Carskoselského lycea.

### Soukromý život
V roce 1955 se oženil s ruskou operní pěvkyní Galinou Višněvskou. Měli dvě dcery, Olgu a Jelenu.

## Vztah k Československu a Česku
K Československu a posléze k Česku měl Rostropovič velmi vřelý vztah. V roce 1950 se v Praze stal vítězem prvního ročníku violoncellové soutěže Pražského jara o cenu Hanuše Wihana. V roce 1952 natočil s Českou filharmonií pod taktovkou Václava Talicha Koncert h-moll pro violoncello Antonína Dvořáka. Později prohlásil: „Tuto nahrávku Dvořákova violoncellového koncertu považuji za svou vůbec nejlepší. A i když jsem později tento koncert nahrál ještě sedmkrát, znamená pro mě nejvíc. Celý život jsem zůstal věrný tomu, co mě naučil Václav Talich.“
Otevřeně odsoudil okupaci Československa vojsky Varšavské smlouvy v roce 1968, která jej zastihla v Londýně, kde shodou okolností právě 21. srpna hrál Dvořákův koncert. Do Prahy se vrátil znovu až v roce 1991, kdy hrál na mimořádném koncertu Pražského jara u příležitosti stažení sovětských vojsk z Československa. V Praze koncertoval naposledy 30. května 1997 na festivalu Pražské jaro. 
V roce 1998 mu Univerzita Karlova udělila čestný doktorát.

## „eSACHERe“
U příležitosti 70. narozenin švýcarského dirigenta a mecenáše Paula Sachera (1906–1999) oslovil 12 skladatelů a společných přátel (Conrad Beck, Luciano Berio, Pierre Boulez, Benjamin Britten, Henri Dutilleux, Wolfgang Fortner, Alberto Ginastera, Cristóbal Halffter, Hans Werner Henze, Heinz Holliger, Klaus Huber a Witold Lutoslawski) s napsáním skladeb pro sólové violoncello, s použitím not obsažených v jeho jméně (eS, A, C, H, E, Re). Skladby jím byly částečně uvedeny v Curychu, 2. května 1976. Celý projekt „eSACHERe“ byl uveden (poprvé v kompletním provedení) českým violoncellistou Františkem Brikciem, 9. května 2011 v Praze.
| Skladatel          | Skladba                             |
| ------------------ | ----------------------------------- |
| Conrad Beck        | Drei Epigramme                      |
| Luciano Berio      | Les Mots sont allés ...             |
| Pierre Boulez      | Messagesquisse                      |
| Benjamin Britten   | Tema 'Sacher'                       |
| Henri Dutilleux    | 3 Strophes sur le nom de Sacher     |
| Wolfgang Fortner   | Thema und Variationen               |
| Alberto Ginastera  | Punena n° 2, op. 45                 |
| Cristóbal Halffter | Variationen über das Thema eSACHERe |
| Hans Werner Henze  | Capriccio per Paul Sacher           |
| Heinz Holliger     | Chaconne                            |
| Klaus Huber        | Transpositio ad infinitum           |
| Witold Lutosławski | Sacher-Variation                    |